# Не се гаси туй, що не гасне
„Не се гаси туй, що не гасне“ е стихотворение, написано през 1883 година от Иван Вазов, включено в стихосбирката му „Поля и гори“, издадена през 1884 година от Драган Манчов.
Самостоятелно значение е придобил изразът „Не се гаси туй, що не гасне“ от четвъртата строфа:
Тирани, всуе се морите!
Не се гаси туй, що не гасне!
Лучата, що я днес гасите,
тя на вулкан ще да порасне!
Поради силната си експресивност, тази фраза е добила самостоятелна употреба. Смисълът ѝ е в насмешка на казалия фразата над нечии усилия да спрат явление или процес, който е по-мощен от техните възможности за въздействие.

### Текст
Целият текст на стихотворението е:
За нас е радост, слънце златно
в навъсен ден когато бляска,
но лучът му грей по-приятно
през някоя тъмнична рязка.

Една звездица – и тя тоже
моряка води сред морето,
едничка искра нявга може
пожар да дигне до небето.

Огънят, в който Хус изчезна,
огря вселената по-ясно,
в нощ мрачна, бурна и беззвездна
светкавицата грей ужасно.

Тирани, всуе се морите!
Не се гаси туй, що не гасне!
Лучата, що я днес гасите,
тя на вулкан ще да порасне.

Тук всичко мре, изтлява, гние
и тез, що бдят, и тез, що падат,
престоли, царщини и вие
и червите, що вас изядат.

Едната светлина е вячна -
една във хаоса грамадни!
Със нея тоя свят се начна,
със нея няма да пропадне.

Във мрачен гроб фърлете нея -
тя повеч блясък ще се пръсне,
убийте я във Прометея -
тя във Волтера ще възкръсне.

И ако слънцето изчезне
от тия небеса приветни,
то някой в ада ще да влезне,
главня да вземе, да ни светне!

Януари 1883